# Лабарр, Элуа

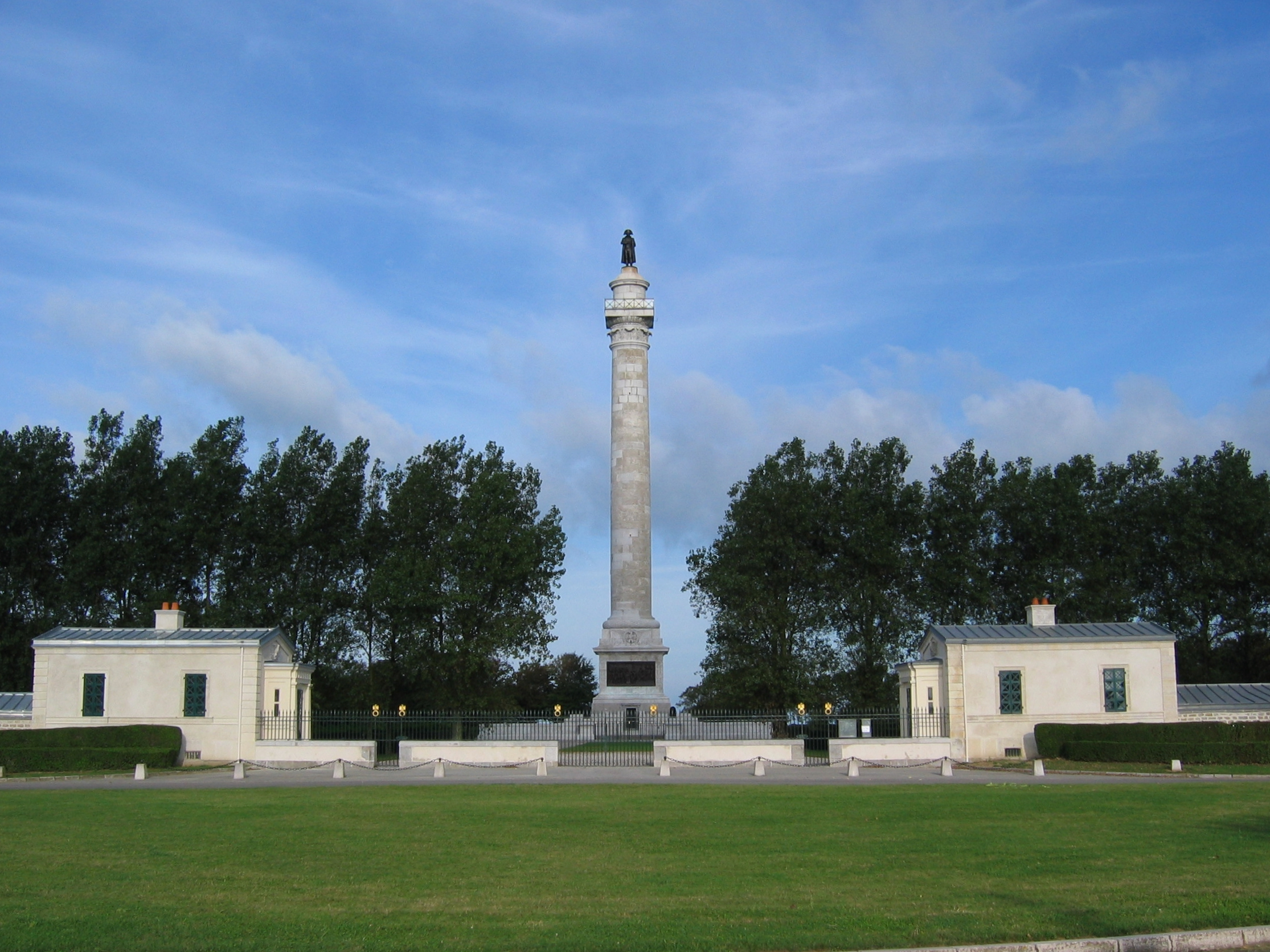
Монумент Великой армии Наполеона в Вимиле

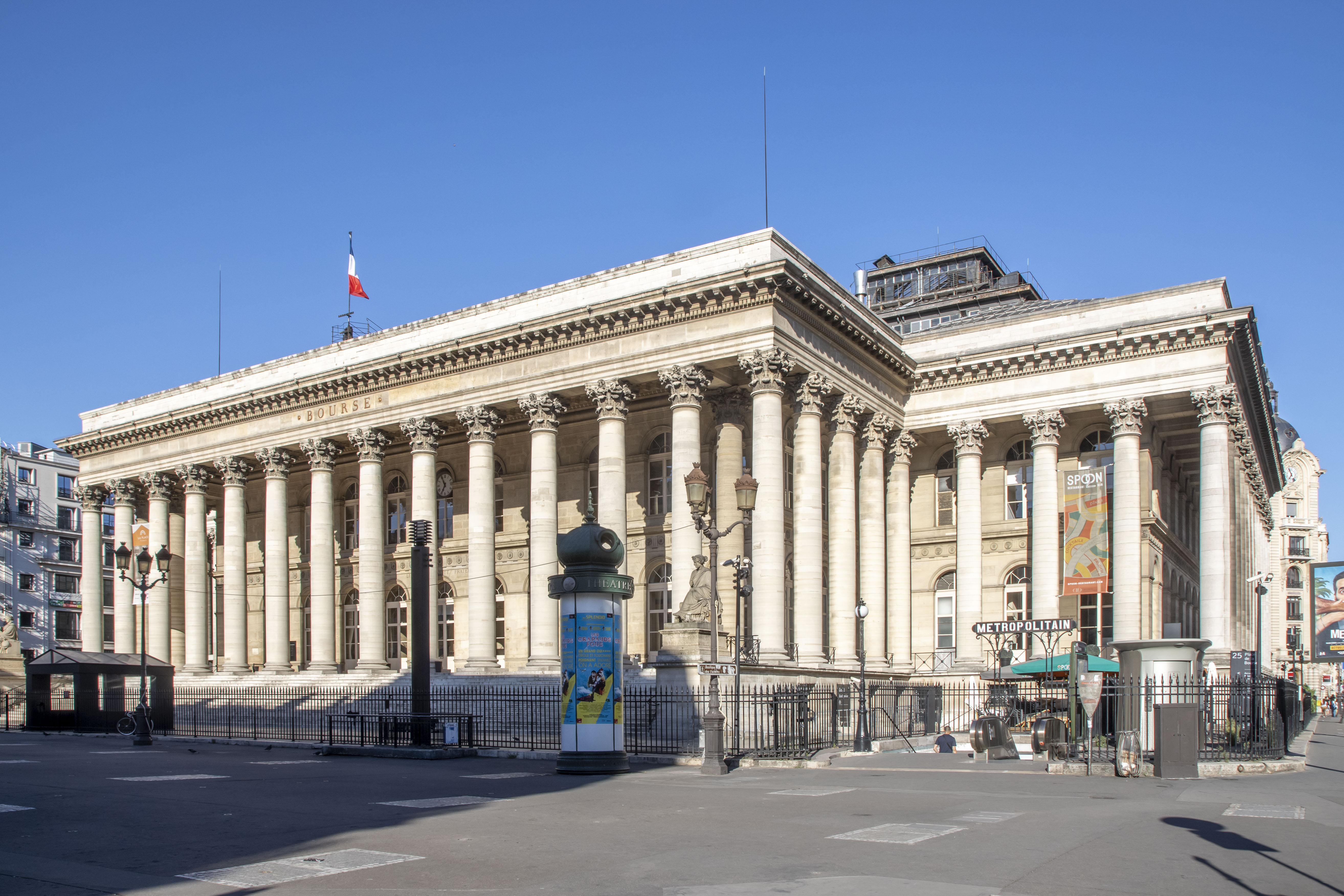
Фасад дворца Броньяра

Этьен Элуа Лабарр (фр. Étienne-Éloi Labarre; 17 августа 1764, Шири-Урскам, Уаза,  О-де-Франс – 20 мая 1833, Витри-сюр-Сен) – французский архитектор. Член Академии изящных искусств Франции.
Автор Монумента Великой армии Наполеона в Вимиле, представляющего из себя 53-метровую колонну, строительство которой было начато в 1804 году и завершено в 1841 году. Венчает колонну статуя Наполеона.
В 1813–1826 годах после смерти архитектора  Александра Теодора Броньяра он и его сотрудник с помощью Л.-И. Леба завершали строительство здания Биржи, предложенной Наполеону Бонапарту (ныне Дворец Броньяр).
В 1825-1827 годах построил второй в истории театр Булонь-сюр-Мер, который сгорел во время пожара в 1854 году.
Лауреат Римской премии по архитектуре (1797).